# فرودگاه داخلی الوجه
فرودگاه داخلی الوجه (به انگلیسی: Al Wajh Domestic Airport) یک فرودگاه همگانی با کد یاتا EJH است . این فرودگاه در شهر وجه کشور عربستان سعودی قرار دارد و در ارتفاع ۲۰ متری از سطح دریا واقع شده‌است.

## شرکت‌های هواپیمایی و مقصدهای پروازی
شرکت هواپیماییs offering scheduled passenger service:
| شرکت‌های هواپیمایی | مقصدهای پروازی |
| ----------------- | -------------- |
| هواپیمایی سعودی   | ملک عبدالعزیز  |